# ポケモントローゼ
ポケモントローゼ（北米：Pokémon Trozei!、欧州：Pokémon Link!）は、株式会社ポケモンより2005年10月20日に発売されたニンテンドーDS用ソフト。ジャンルはアクションパズル。アメリカでは2006年3月6日、ヨーロッパでは2006年5月5日に発売された。
なお、ニンテンドー3DS用ソフトで続編的作品『ポケモンバトルトローゼ』、派生作品『ポケとる』が発売されている。

## ゲーム概要
ポケモンは『ルビー・サファイア』までの386種類が全て登場する（うちアンノーンは28種類それぞれ別種扱い）。この作品では全てのポケモンはアイコン状にデフォルメされ、球形になったり、顔だけにデザインされている。
次々と現れるポケモンをタッチペンを使って上下左右一列をスライドさせ、同じ種類を4匹以上隣接させるとトローゼして、画面から消す（ポケモンたちを奪還する）ことができる。なお、メタモンのみはワイルドカード扱い。
トローゼした直後はトローゼチャンスとして、隣接数が3匹で消え、その後は2匹隣接で消える。トローゼチャンスは連鎖が途絶えるまで続く。

## 世界観
他のシリーズに比べ、SF的な世界観を持ち、キャラクターデザインもクールでポップなイメージである。そのためか、このゲームの世界観や要素は現時点では他の作品には登場していない。

## ストーリー
悪の組織「フォボス」によって捕らえられたポケモンたちを救出するため、シークレット・オペレーションズ・リーグ、略してSOL（ソル）に属する、エージェントのルーシーが「トローゼビーマー」で立ち向かう。

## ゲームモード
トローゼ・アドベンチャー
ルーシーとなり、フォボスと闘うストーリーモード。一度クリアすることでノルマとポケモンの降る頻度が高くなったトローゼ・ハードアドベンチャーが解放される。
エンドレス・トローゼ
どこまで出来るか続けるエンドレスモード。
トローゼ・バトル
通信用の対戦モード。
ペア・トローゼ
通信用の協力モード。
トローゼ・フォーエバー
トローゼ・ハードアドベンチャーをクリアすることで遊べる。エンドレス・トローゼとルールは同じだが、盤面の横幅が広くなり、トローゼには5匹繋げる必要がある。

## 登場人物
ルーシー・ライトフット
本作の主人公。秘密組織SOLの一員である少女。パートナーはエイパムとライボルト。
プロフェッサーP（ピー）
SOLの最上級エージェントにして発明家。トローゼビーマーは彼の監督指導の下で開発されたものである。やや自惚れ屋なところがある。
フォボス男爵
悪の組織、フォボス軍の総帥。秘密要塞・フォボスムーンから配下の将軍達に指令を下す。
五大将軍
- バズ将軍
- アベリー将軍
- グロッグ将軍
- アクアレイラ将軍
- バン・ブーラム将軍

それぞれが形の異なるフォボスモビルを持っており、彼らとはその中で戦う事になる。
ミスター・フー
ガラクタ収集が大好きな老人。「ごほうびコイン」と引き換えに彼のコレクションを見る（特殊ステージに挑む）ことができる。

## すれちがい通信
諜報活動という名で、ニンテンドーDSのすれちがい通信で他のプレイヤーから情報を手に入れることが出来る。ポケモントローゼ同士で通信した場合、相手プレイヤーのカードを手に入れることができる。プレイヤーのカードにはゲームをはじめてプレイしたときに作成され、ランダムでポケモンが描かれているが、ポケモンの中にはそれが描かれたカードを持っていなければ出現困難なものも存在する。さらに、通信と同時に両プレイヤーのハイスコアランキングが統合される。
また、『ポケモン不思議のダンジョン 青の救助隊』ともすれちがい通信が可能である。この場合はトローゼ側に特殊なステージに挑戦するために必要な「ごほうびコイン」が手に入り、不思議のダンジョン側では比較的珍しい道具が手に入る。